# Powlett River
Powlett River är ett vattendrag i Australien. Det ligger i delstaten Victoria, omkring 98 kilometer sydost om delstatshuvudstaden Melbourne.
Runt Powlett River är det ganska glesbefolkat, med 21 invånare per kvadratkilometer. Genomsnittlig årsnederbörd är 1 310 millimeter. Den regnigaste månaden är juni, med i genomsnitt 166 mm nederbörd, och den torraste är januari, med 55 mm nederbörd.